# Aït Mzal
Aït Mzal (en àrab آيت مزال, Ayt Mazāl; en amazic ⴰⵉⵜ ⵎⵣⴰⵍ) és una comuna rural de la província de Chtouka-Aït Baha, a la regió de Souss-Massa, al Marroc. Segons el cens de 2014 tenia una població total de 3.814 persones.